# 小島嶼国連合

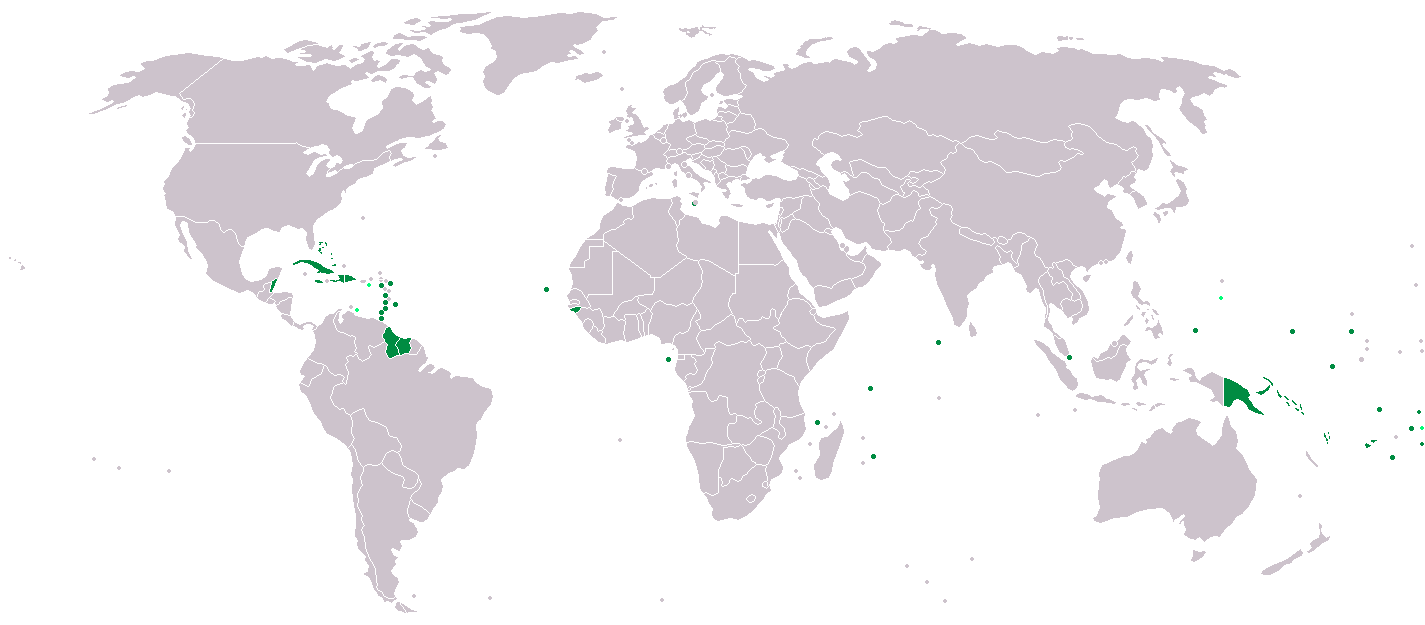
小島嶼国連合参加国は深緑、オブザーバーは明るい緑で表示（2008年3月現在）

小島嶼国連合（しょうとうしょこくれんごう、英: Alliance of Small Island States，AOSIS）は、小島嶼開発途上国（SIDS）によって1990年に設立された国際機関である。気候変動により大きな影響を受ける参加国や地域のデータを収集し、意見を集約することが主な目的とされている。1994年の京都議定書の草案作成に参加するなど、国際社会への呼びかけを多く行っている。39の加盟国と5のオブザーバー地域を有しており、各国の人口を合計すると世界全体の5%弱に上るほか、発展途上国の4分の1、国連加盟国の5分の1を占める。
国連は40の主権国家（2つの国連非加盟国を含む）と12の自治領・非独立地域を小島嶼開発途上国に挙げているが、2024年1月現在、40の主権国家のうちバーレーンを除くすべての小島嶼開発途上国がAOSISに加盟しており、さらに、12の自治領・非独立地域のうち5つの自治領・非独立地域がオブザーバーとして参加している。

## 加盟国
| 加盟国                           | 地域     |
| -------------------------------- | -------- |
| アンティグア・バーブーダ         | カリブ海 |
| バハマ                           | カリブ海 |
| バルバドス                       | カリブ海 |
| ベリーズ                         | カリブ海 |
| キューバ                         | カリブ海 |
| ドミニカ国                       | カリブ海 |
| ドミニカ共和国                   | カリブ海 |
| グレナダ                         | カリブ海 |
| ガイアナ                         | カリブ海 |
| ハイチ                           | カリブ海 |
| ジャマイカ                       | カリブ海 |
| セントクリストファー・ネイビス   | カリブ海 |
| セントルシア                     | カリブ海 |
| セントビンセント・グレナディーン | カリブ海 |
| スリナム                         | カリブ海 |
| トリニダード・トバゴ             | カリブ海 |
| クック諸島                       | 太平洋   |
| ミクロネシア連邦                 | 太平洋   |
| フィジー                         | 太平洋   |
| キリバス                         | 太平洋   |
| ナウル                           | 太平洋   |
| ニウエ                           | 太平洋   |
| パラオ                           | 太平洋   |
| パプアニューギニア               | 太平洋   |
| マーシャル諸島                   | 太平洋   |
| サモア                           | 太平洋   |
| ソロモン諸島                     | 太平洋   |
| トンガ                           | 太平洋   |
| ツバル                           | 太平洋   |
| バヌアツ                         | 太平洋   |
| カーボベルデ                     | 大西洋   |
| ギニアビサウ                     | 大西洋   |
| サントメ・プリンシペ             | 大西洋   |
| コモロ                           | インド洋 |
| モルディブ                       | インド洋 |
| セーシェル                       | インド洋 |
| モーリシャス                     | インド洋 |
| 東ティモール                     | インド洋 |
| シンガポール                     | 南シナ海 |

## オブザーバー地域
| オブザーバー地域         | 地域     | 属する主権国家 |
| ------------------------ | -------- | -------------- |
| アメリカ領ヴァージン諸島 | カリブ海 | アメリカ合衆国 |
| プエルトリコ             | カリブ海 | アメリカ合衆国 |
| オランダ領アンティル     | カリブ海 | オランダ       |
| アメリカ領サモア         | 太平洋   | アメリカ合衆国 |
| グアム                   | 太平洋   | アメリカ合衆国 |

## 議長国
AOSISは加盟国が持ち回りで議長国を務める。加盟国の多様な立場を代表させるため、カリブ海、太平洋、インド洋・大西洋・南シナ海の各地域に属する国がローテーションで議長国に選ばれ、議長国の国連常駐代表がAOSIS議長となる。
| 議長国                   | 議長国の属する地域 | 議長国の国連常駐代表  | 任期          |
| ------------------------ | ------------------ | --------------------- | ------------- |
| バヌアツ                 | 太平洋             | Robert Van Lierop     | 1991年-1994年 |
| トリニダード・トバゴ     | カリブ海           | Annette des Iles      | 1994年-1997年 |
| サモア                   | 太平洋             | Tuiloma Neroni Slade  | 1997年-2002年 |
| モーリシャス             | インド洋           | Jagdish Koonjul       | 2002年-2005年 |
| ツバル                   | 太平洋             | Enele Sopoaga         | 2005年-2006年 |
| セントルシア             | カリブ海           | Julian R. Hunte       | 2006年        |
| グレナダ                 | カリブ海           | Angus Friday          | 2006年-2009年 |
| グレナダ                 | カリブ海           | Dessima Williams      | 2009年-2011年 |
| ナウル                   | 太平洋             | Marlene Moses         | 2012年-2014年 |
| モルディブ               | インド洋           | Ahmed Sareer          | 2015年-2017年 |
| モルディブ               | インド洋           | Ali Naseer Mohamed    | 2017年-2018年 |
| ベリーズ                 | カリブ海           | Lois Michele Young    | 2019年-2020年 |
| アンティグア・バーブーダ | カリブ海           | Walton Alfonso Webson | 2021年-2022年 |
| サモア                   | 太平洋             | Dr Pa’olelei Luteru   | 2022年-       |